# ديتليف فرانك
ديتليف فرانك (بالألمانية: Detlef Franke)‏ هو عالم مصريات ألماني، ولد في 24 نوفمبر 1952 في لونبورغ في ألمانيا، وتوفي في 2 سبتمبر 2007.